# Borgo Velino
Borgo Velino é uma comuna italiana da região do Lácio, província de Rieti, com cerca de 919 habitantes. Estende-se por uma área de 17 km², tendo uma densidade populacional de 54 hab/km². Faz fronteira com Antrodoco, Castel Sant'Angelo, Cittaducale, Fiamignano, Micigliano, Petrella Salto.

## Demografia
| Variação demográfica do município entre 1861 e 2011                               |
|                                                                                   |
| Fonte: Istituto Nazionale di Statistica (ISTAT) - Elaboração gráfica da Wikipedia |